# Lemaireia
Lemaireia is een geslacht van vlinders van de familie nachtpauwogen (Saturniidae), uit de onderfamilie Saturniinae.

## Soorten
- L. chrysopeplus (Toxopeus, 1940)
- L. hainana Naessig & Wang, 2006
- L. inexpectata Naessig, 1996
- L. loepoides (Butler, 1880)
- L. luteopeplus Naessig & Holloway, 1988
- L. naessigi Brechlin, 2001
- L. schintlemeisteri Nassig & Lampe
- L. schintlmeisteri Naessig & Lampe, 1989